# Diedrich Chairsell
Diedrich Chairsell (* 30. Dezember 1891 in Bremen-Ostertor; † 21. Juni 1965 ebendort) war ein deutscher Politiker (Bremer Demokratische Volkspartei (BDV), FDP) und Mitglied der Bremischen Bürgerschaft.

## Biografie
Chairsell stammte aus einer Schornsteinfegerfamilie. Er war über 50 Jahre als Schornsteinfeger zunächst in der Altstadt sowie seit 1926 als Ober- und Bezirksschornsteinfegermeister in Bremen-Lesum tätig. Er war verheiratet mit Emmy Hinz, das Paar hatte Kinder.

## Abgelehnte Mitgliedschaft in der NSDAP
Bereits im Frühjahr 1933 hatte Chairsell einen Aufnahmeantrag in die NSDAP gestellt, war  als Blockwart und Rundfunkwart der NSDAP-Ortsgruppe Oslebshausen aktiv, trug Parteiuniform und nahm am Reichsparteitag 1933 teil. Dennoch wurde sein Antrag im Februar 1934 abgelehnt, weil er 1932 einer Freimaurerloge beigetreten war. Im Oktober 1937 stellte er einen neuerlichen Antrag und wurde vom Ortsgruppenleiter aufgefordert, diesen zurückzuziehen, was er  ablehnte. Im Juli 1940 bat er mit Schreiben an Rudolf Hess um Unterstützung für seinen Antrag, der nach erneuter Befassung im November 1940 erneut abgelehnt wurde, da er „charakterlich ungeeignet“ sei und die Parteimitgliedschaft vor allem in der Absicht anstrebe, Obermeister der Bremer Schornsteinfegerinnung zu werden. Er war von 1937 bis 1944 Mitglied in der Nationalsozialistischen Volkswohlfahrt (NSV). Im April 1948 wurde er als „nicht betroffen“ entnazifiziert.

## Nach 1945
Er war nach 1945 Mitglied der BDV, die 1951 Teil der FDP wurde, und von 1948 (für Hans Meineke) bis 1951 Mitglied der 2. Bremischen Bürgerschaft und Mitglied verschiedener Deputationen.

Er war lange Zeit Vorsitzender der Vereinigung der Katharinenschüler und Mitglied der Technischen Vereinigung Concordia. Er war 1945 Mitgründer des SV Werder Bremen und dem Segelsport verbunden. In der Innung der Schornsteinfeger vertrat er den Landesinnungsmeister Georg Stichnath.